# 黑天鹅

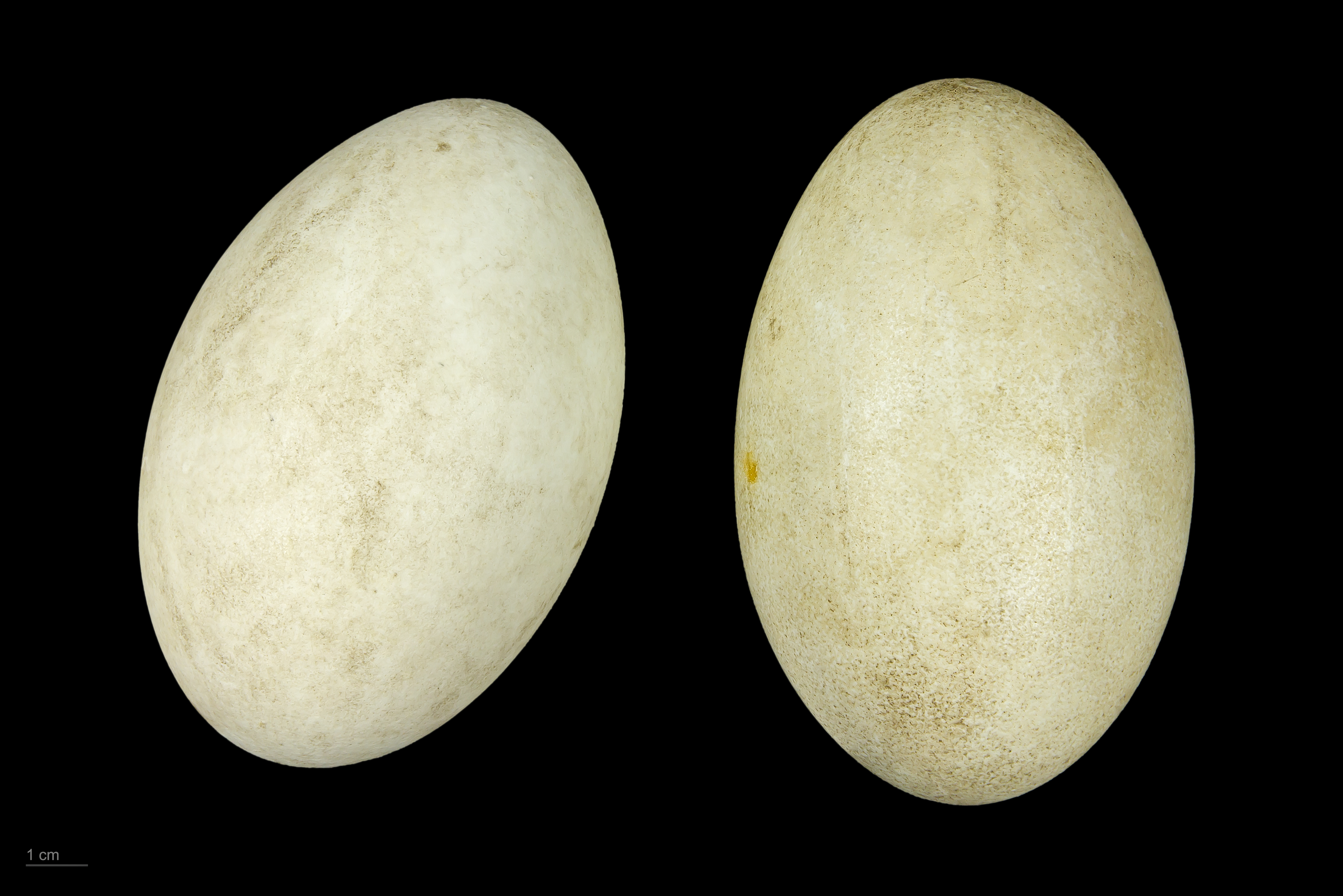
黑天鹅(Cygnus atratus)的卵

黑天鵝（學名：Cygnus atratus）是一種分類上屬於天鵝的大型水鳥（雁鴨科動物），主要在澳洲大陸東南和西南區域繁殖。在澳洲大陸境內，黑天鵝過著遷徙生活，遷徙模式因氣候條件而異。牠們的繁殖模式為單偶模式，且共同孵蛋及育幼。
牠們在1800年代被人們當作觀賞鳥引入全球各地，但成功逃脫人為飼養環境並形成穩定種群。 
本物種在1790年由博物學家約翰·萊瑟姆 (John Latham) 進行科學化的描述，在当时被歸入單型屬Chenopis。 
黑天鹅有时以家庭为单位生活，有时可形成上百只到上千只的群体。
本物種是西澳州及道利什（Dawlish，屬於英格蘭德文郡）的象徵之一。

## 特征
成年的黑天鵝身長大約在 1.1 到 1.4 公尺之間，平均重量 6 到 9 公斤重。在飛行時，翼展可達 1.6 到 2 公尺寬。頸部細長，按照相对比例来说在天鵝最長，通常彎成“S”型。
雄鳥比雌鳥稍大，喙也比較直且長；雛鳥有著灰棕色的羽毛。
黑天鵝在飛行時或划水時偶發響亮如軍號的叫聲，不過也會發出低低的輕哼。在孵育或是築巢時如果受到驚擾，則會發出囀鳴聲。
黑天鵝跟其他澳洲的鳥類外型迥異，不過在微光下飛行時可能會被錯認成鵲鵝。但是可以从它們長長的頸子與緩慢的振翅節拍辨认出来。
黑天鵝可能獨自行動，也可能成群結隊（從幾百隻到幾千隻不等）。儘管黑天鹅大部分的身軀覆蓋著黑色的羽毛，但是一旦飛行起來，便可發現其實黑天鵝有著一排白色的發翔羽。它們有著灰黑色的蹼足，喙部呈亮紅色，喙缘则为白色。

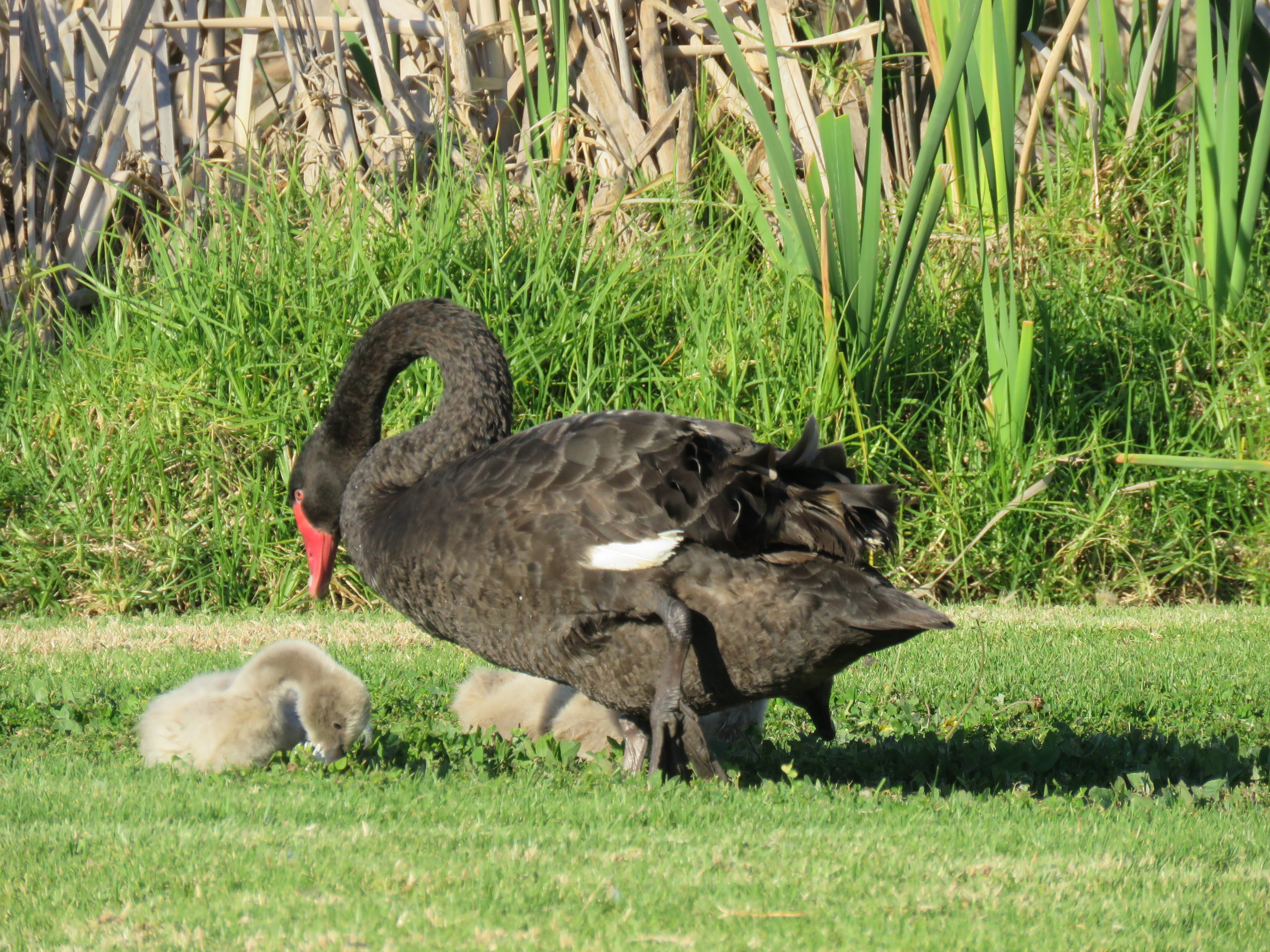
西澳大利亚牧人湖的黑天鹅成年鸟与雏鸟

## 分布

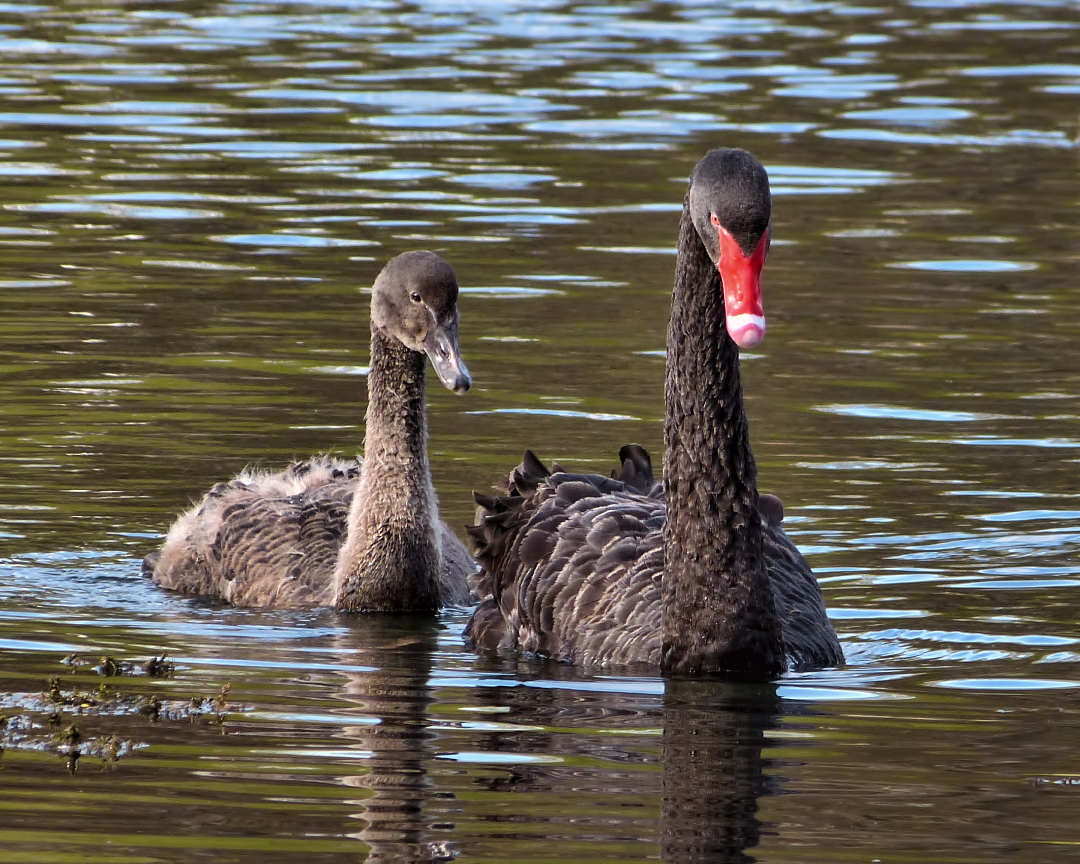
新西兰的成年个体和幼鸟

黑天鹅在澳大利亚西南部和东部的湿地及其附近的海岛上很常见。在西南部，它的分布范围包括澳大利亚西北角、露纹角和西澳大利亚尤克拉之间的地区；而在东部，分布范围较广，在阿瑟顿高原 、艾尔半岛和塔斯马尼亚之间的范围内均有分布，其中墨累—大令盆地有非常庞大的黑天鹅种群。 它在澳大利亚中部和北部并不常见。
黑天鹅喜欢的栖息地包括淡水、半咸水和咸水湖泊、沼泽和河流，需要有水下和浮出水面的植被供食物和筑巢材料。它还喜欢永久性的湿地，包括观赏性湖泊，但也出现在被淹没的牧场和潮汐泥滩上，偶尔也会在岛屿或海岸附近的开阔海域上出现。
人们曾经认为黑天鹅是定居性的，但现在已知它们具有高度迁徙性。黑天鹅没有固定的迁徙模式，它们的迁徙是对降雨情况做出机会主义性反应。在降雨量较高的年份，黑天鹅一般会从西南部和东南部向内陆迁徙，在干旱年份则从内陆迁往降水更充沛的西南部和东南部地区。当长期干旱的澳大利亚中心地区有大量降雨时，黑天鹅会迁移到这些地区筑巢并抚养雏鸟。然而，如果这些地区在雏鸟能够飞行以前再次变得干旱，成年鸟类将放弃巢穴及其蛋或雏鸟，返回湿润地区。
像许多其他鸭科水禽一样，黑天鹅会在繁殖后脱落所有飞行羽毛，并且大约之后的一个月内无法飞行。在这段时间里，它通常会在大型开阔水域上安顿下来以求安全。
该物种分布范围广泛，分布范围为100-1000万平方公里。目前全球黑天鹅的数量估计最多可达50万。目前，人们尚未发现这种数量众多且分布广泛的鸟类灭绝或数量明显下降的威胁。
1697年，荷兰探险家威廉·德·弗拉明的船队探索了西澳大利亚的天鹅河，并在当地发现了大量的黑天鹅。这是欧洲人首次发现黑天鹅。

## 行为

### 食性和觅食方式
黑天鹅几乎完全是食草性的，虽然有一些地区和季节性的变化，但饮食通常以水生和沼泽植物为主。在新南威尔士州，香蒲的叶子是湿地中黑天鹅最重要的食物，其次是水下的藻类和水生植物，如苦草。在昆士兰州，水生植物如眼子菜、石藻和藻类是主要食物。黑天鹅食物的具体的组成随着水位而变化；在洪水泛滥时，如果无法正常在水中获取食物，黑天鹅会在岸上吃牧场植物。 黑天鹅的觅食方式与其他天鹅相似。在浅水中觅食时，它会将头和脖子伸入水中，能够将头贴在底部，同时保持身体水平。在深水中，天鹅会倒立，够到更低的地方。黑天鹅也能够在水面上过滤食物。

### 筑巢和繁殖
与其他天鹅一样，黑天鹅主要是一夫一妻制的，终生配对（存在大约6%的离婚率）。 估计有四分之一的配对是同性恋，主要是雄性之间。配对的雄性黑天鹅们会偷窝，或者与雌性形成临时的三人组来获得蛋，然后在雌性下蛋后将其赶走。
黑天鹅行为中特别有趣的一件事就是“凯旋仪式”。它被用来加强配偶之间、父母和小天鹅之间的纽带，以及用于宣领地。雄天鹅张开翅膀，扬起下巴，靠近雌天鹅，不断鸣叫，雌性也发出同样的叫声。然后它们交替低下头并保持直立姿势。此后，黑天鹅会伸长脖子、嘴尖向上鸣叫。然后它们将脖子保持成四十五度角，将喙朝下并成直角，继续绕圈游泳。这些仪式主要由雄性发起，当周围有更多天鹅时，频率往往会增加。
一般来说，南半球的黑天鹅在较湿润的冬季（2月至9月）筑巢，有时会形成数量较大的群体。黑天鹅的巢基本上是直径 1-1.5 米、高达 1 米的草堆，分布在浅水或岛屿上。黑天鹅每年都会重复使用同一个巢，但也根据需要进行修复或重建。父母双方都会共同修建鸟巢。黑天鹅一般每次繁殖产 4-8 个绿白色的蛋，孵化期约为 35–40 天。黑天鹅在最后一个蛋下完后开始孵化，以使雏鸟同步孵化。在开始孵化之前，父母会坐在蛋上，但不会真正给它们保暖。雌雄双方都会孵蛋，雌性一般在夜间孵蛋。换班时，双方都会进行仪式化的展示。如果蛋不小心从巢里滚出来，父母双方都会用脖子把蛋捡回来（在其他天鹅物种中，只有雌性才能做到这一点）。和所有的天鹅一样，黑天鹅会用翅膀和喙激烈地保卫它们的巢。孵化后，雏鸟将由父母照顾约九个月，直到飞羽成熟。雏鸟可能会骑在父母的背上，以便长途游到更深的水域，但黑天鹅比疣鼻天鹅和黑颈天鹅更少采取这种行为。 离开父母但尚未配对的未成年黑天鹅在开始繁殖前会加入未成年黑天鹅群一到两年。

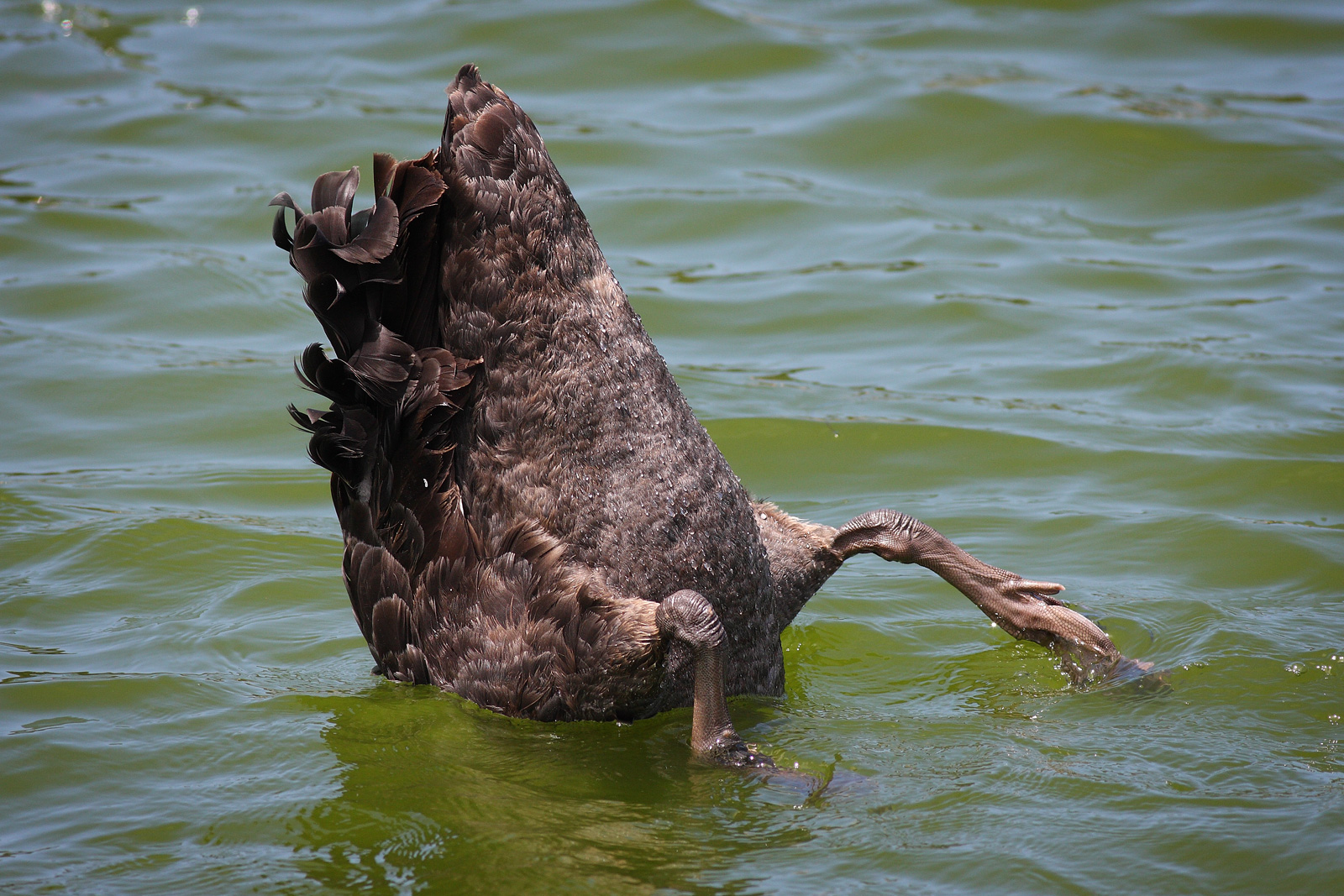
在深水中觅食
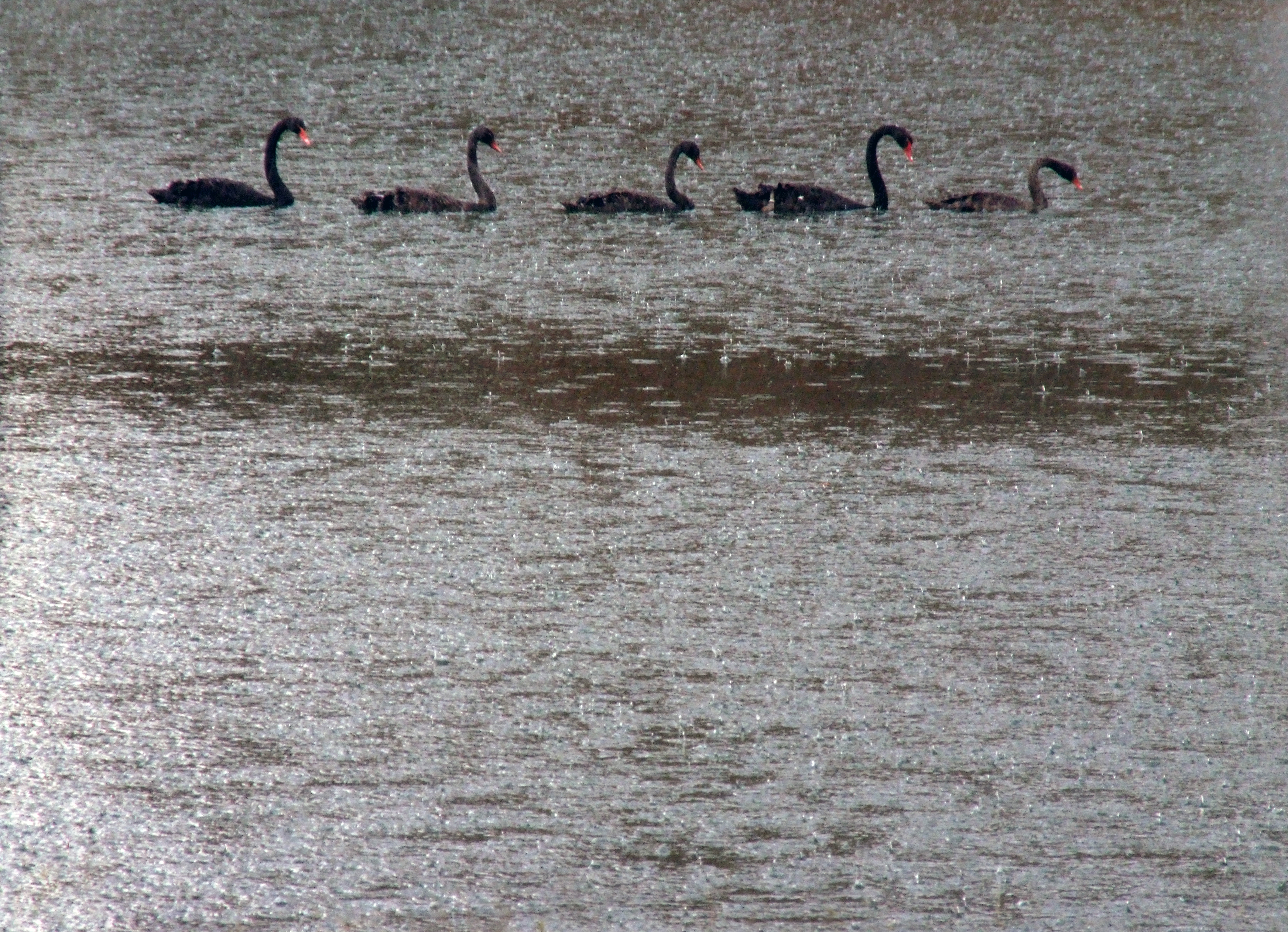
春雨中的黑天鹅
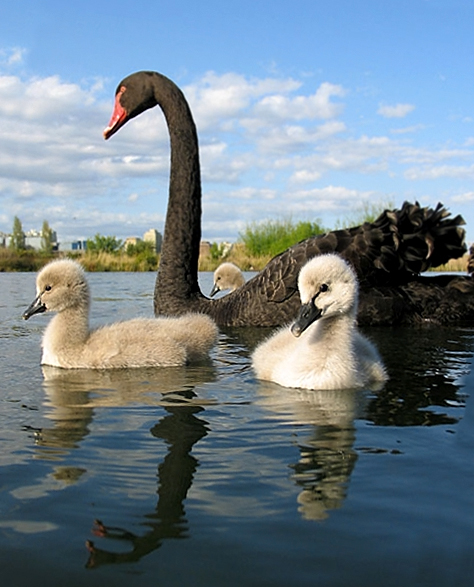
澳大利亚育雏的黑天鹅
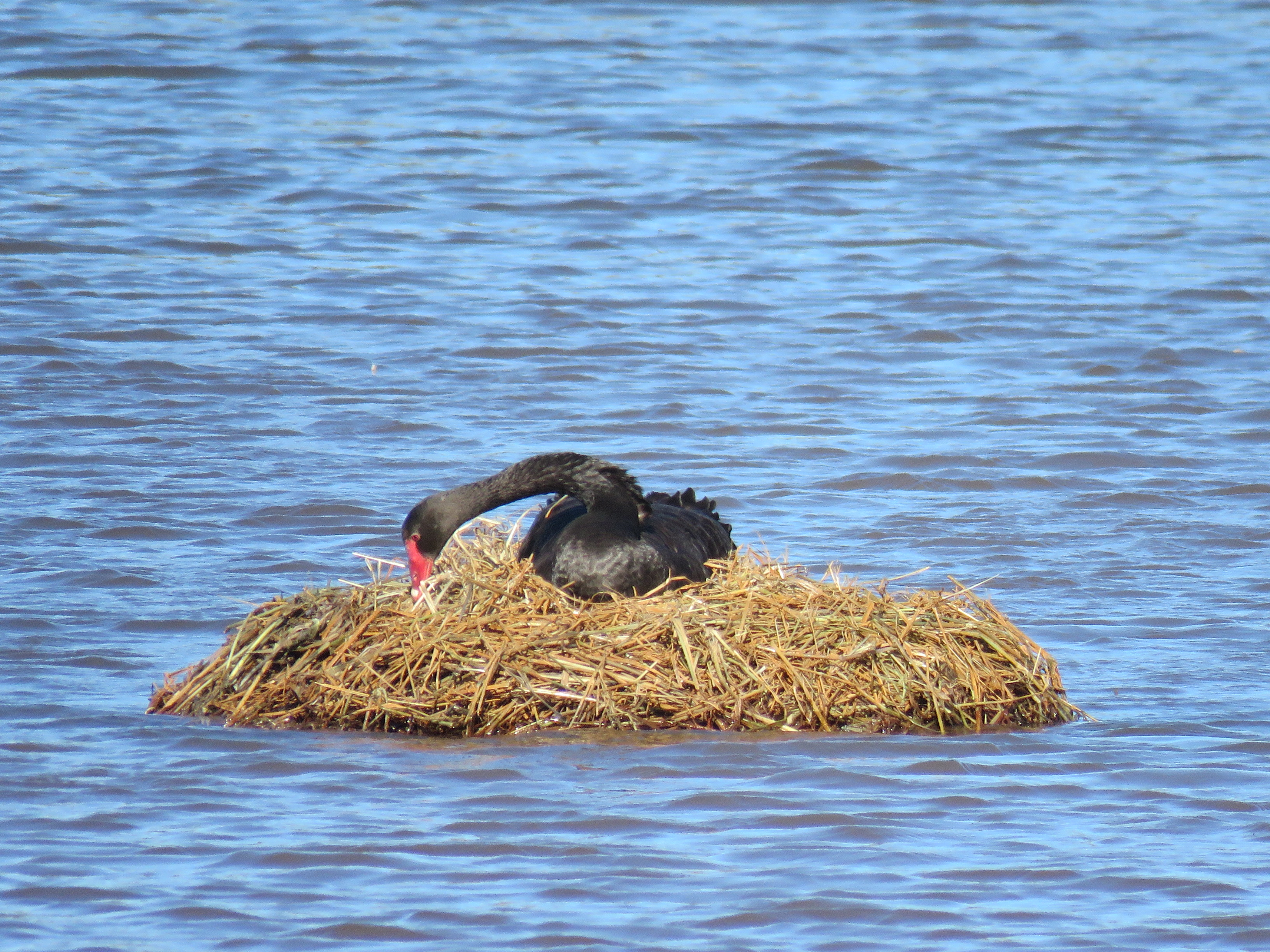
一只黑天鹅及其在布拉贡湖的巢穴
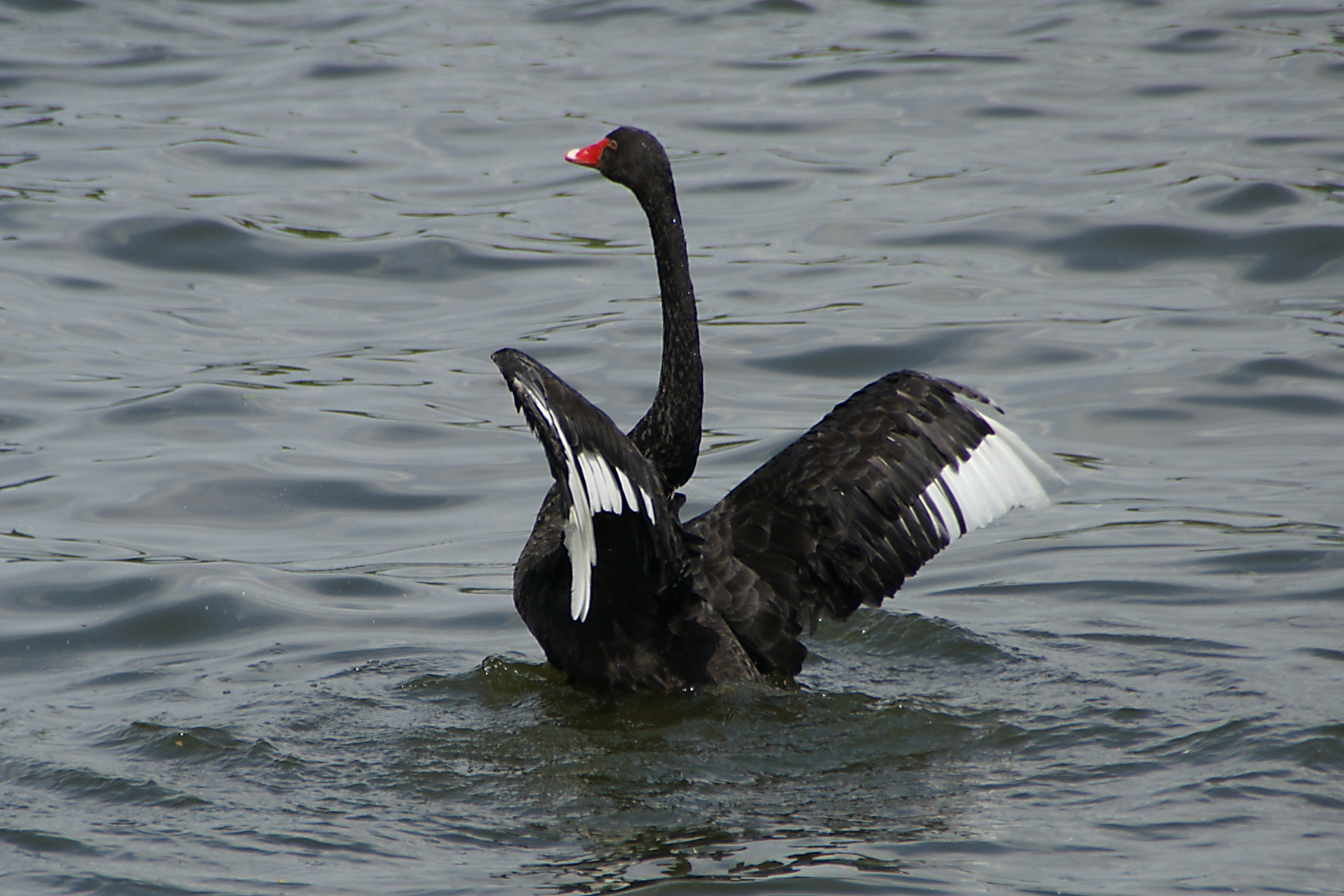
一只展翅的黑天鹅
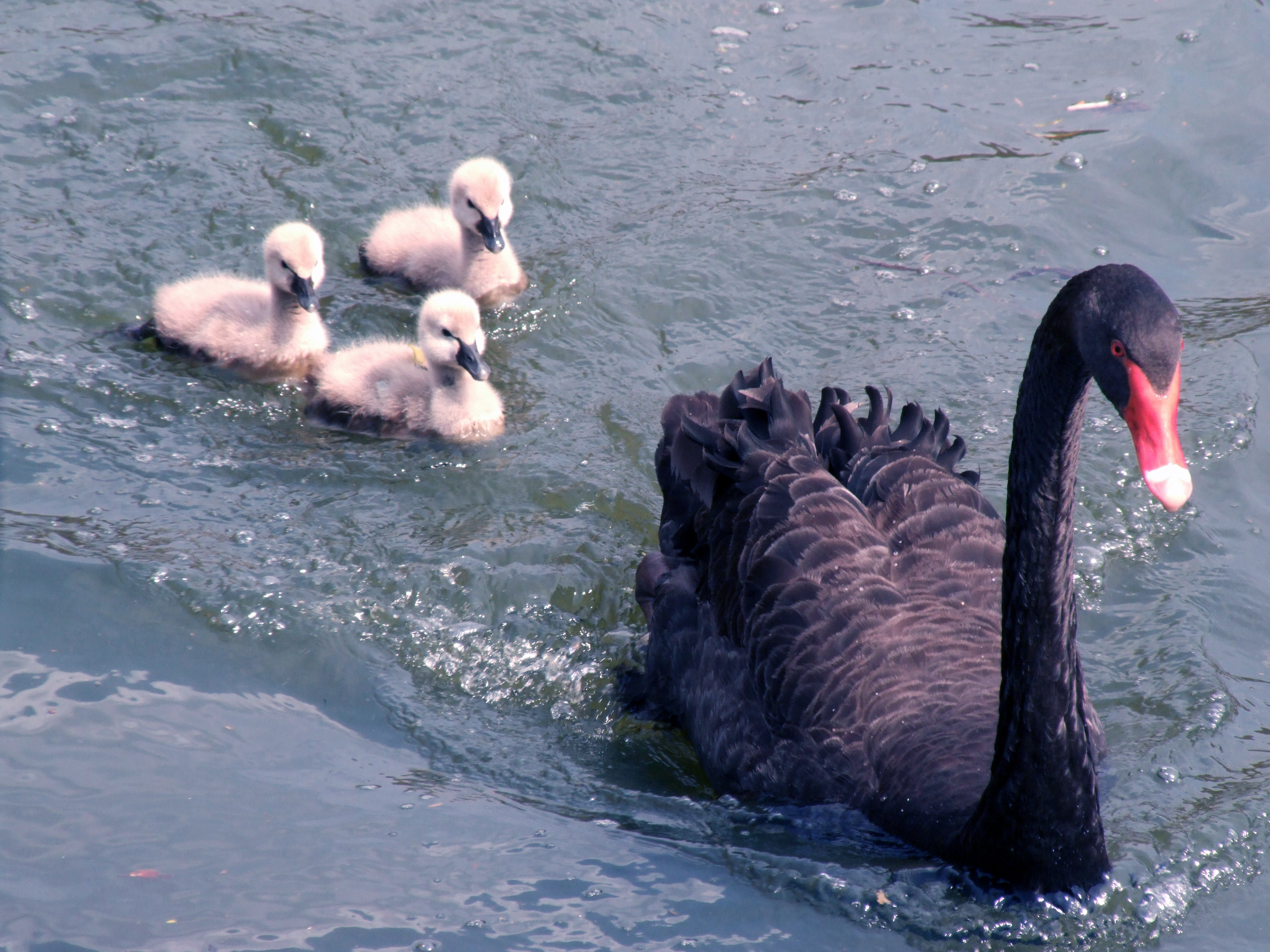
带着3只雏鸟的黑天鹅
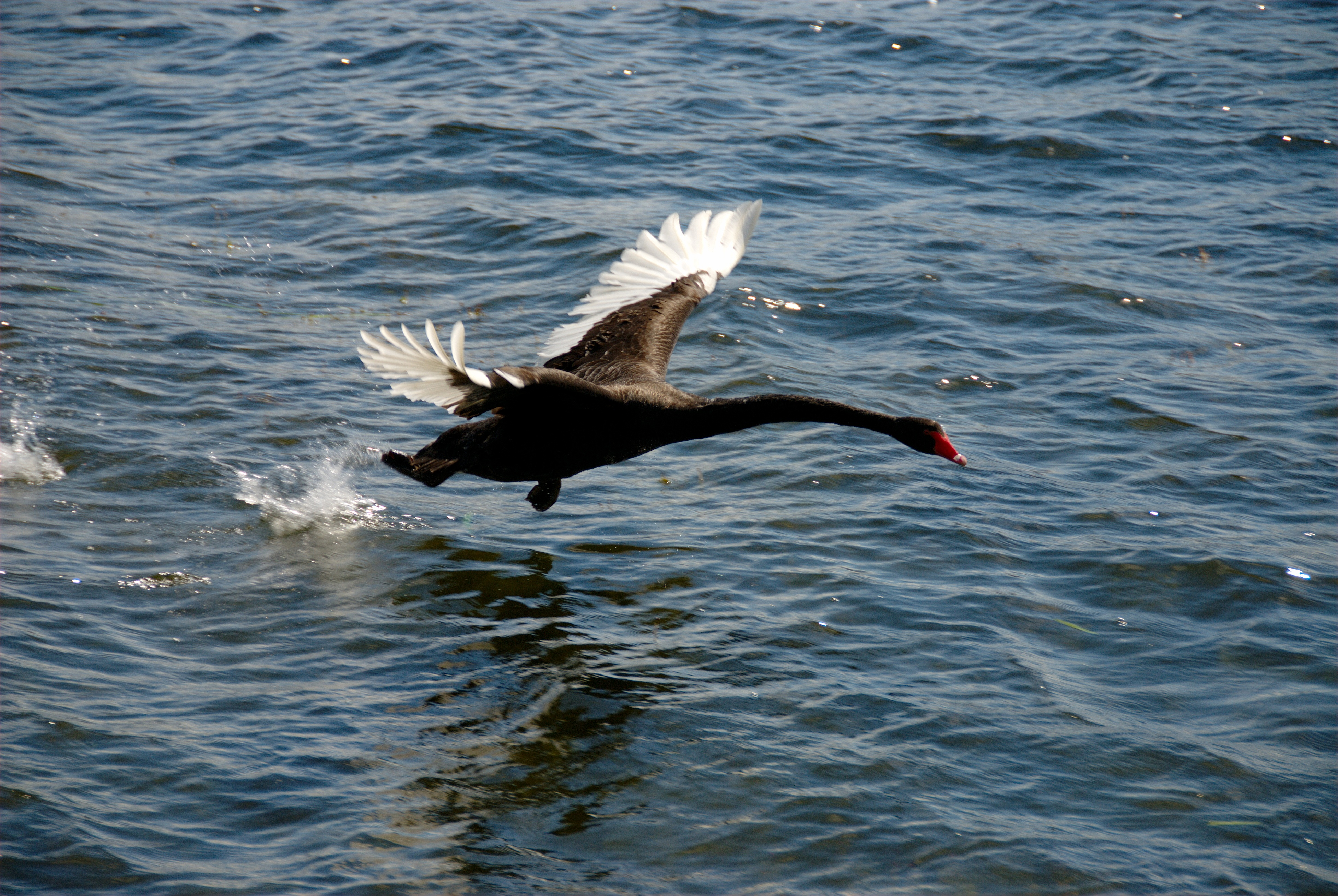
起飞的黑天鹅
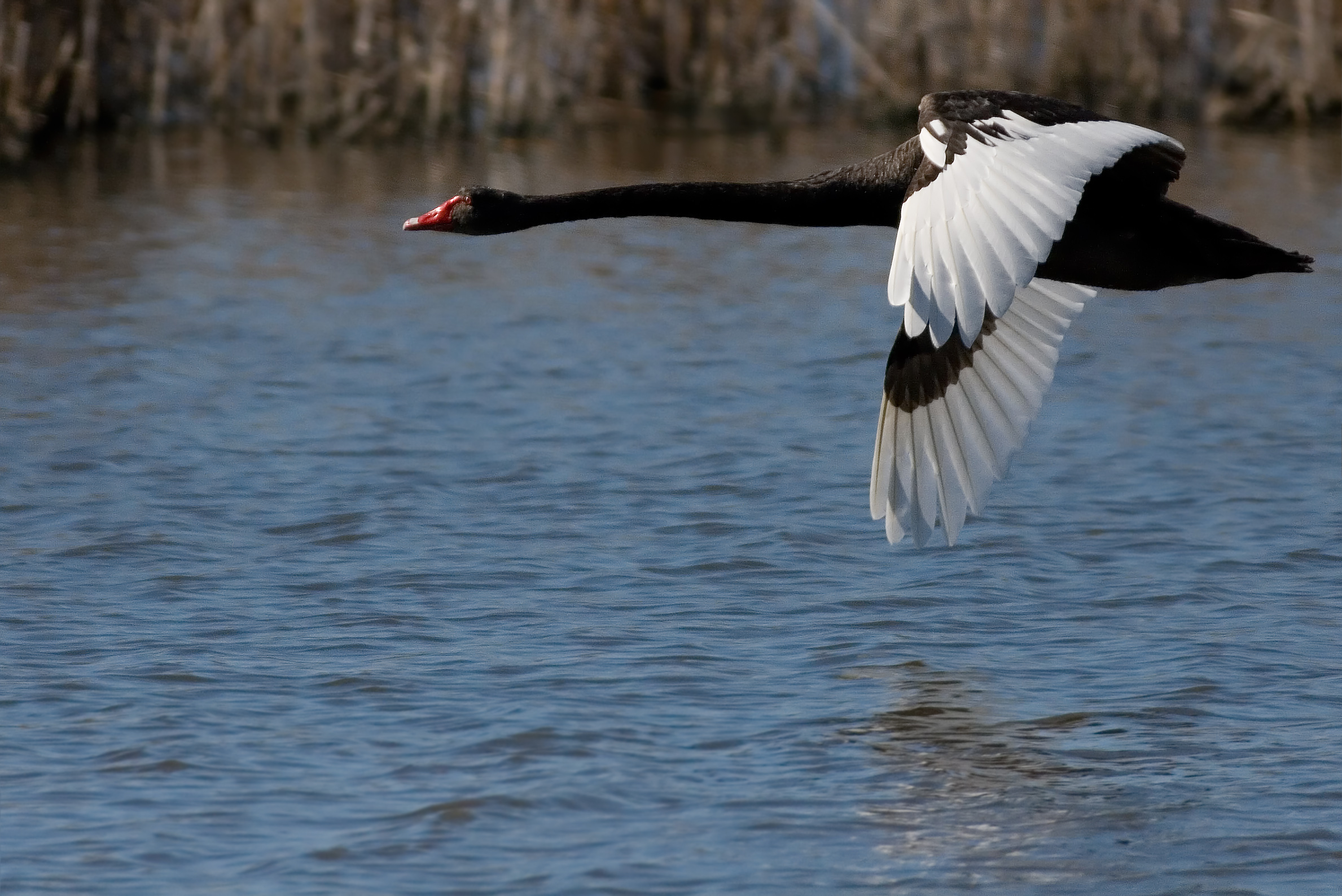
飞行中的黑天鹅

## 数量威胁
目前黑天鹅的种群数量没有受到严重威胁。
然而，2023年的一份研究表明，由于长期生活在与外部相对隔绝的澳大利亚，黑天鹅承受的来自流行病的选择压较小，这导致了黑天鹅在漫长的演化过程中失去了大量的有关免疫的基因，因此，黑天鹅对禽流感等鸟类流行病的抗性较差。  疣鼻天鹅等黑天鹅的近亲物种在感染高致病性禽流感后一般没有强烈症状，但黑天鹅却往往在感染后2到3天内死亡。 如果澳大利亚和新西兰爆发严重的禽流感疫情，黑天鹅这一物种可能会受到严重威胁。

## 關連項目
- 黑天鵝效應